# Bulevardul Gheorghe Magheru
Bulevardul Gheorghe Magheru è un grande viale nel centro di Bucarest. Fu costruito all'inizio del XX secolo ed è intitolato al generale Gheorghe Magheru.
Insieme al Bulevard Bălcescu, collega Piața Romană e Piața Universității e negli anni 1930 e 1940 era la parte più moderna di Bucarest. È dominato dall'architettura modernista in voga degli anni 1930. 
Parte del percorso principale che taglia il centro di Bucarest, è prolungato verso sud dai Bulevard Nicolae Bălcescu e Ion C. Brătianu, verso nord dai Bulevard Lascăr Catargiu e Șoseaua Kiseleff.
È una delle vie commerciali più dispendiose d'Europa.